# Bur Pating
Bur Pating är ett berg i Indonesien.   Det ligger i provinsen Aceh, i den västra delen av landet, 1 600 km nordväst om huvudstaden Jakarta. Toppen på Bur Pating är 1 077 meter över havet, eller 64 meter över den omgivande terrängen. Bredden vid basen är 1,00 km.
Terrängen runt Bur Pating är kuperad åt sydväst, men åt nordost är den bergig. Terrängen runt Bur Pating sluttar västerut.Runt Bur Pating är det glesbefolkat, med 13 invånare per kvadratkilometer. I omgivningarna runt Bur Pating växer i huvudsak städsegrön lövskog.